# サン＝ニコラ (イタリア)
サン＝ニコラ（フランス語: Saint-Nicolas [sɛ̃nikɔla]）は、イタリア共和国ヴァッレ・ダオスタ州にある、人口約300人の基礎自治体（コムーネ）。

## 地理

### 位置・広がり

#### 隣接コムーネ
隣接するコムーネは以下の通り。
- アルヴィエ
- アヴィーゼ
- サン＝ピエール
- ヴィルヌーヴ

## 行政

### 分離集落
サン＝ニコラには、以下の分離集落（フラツィオーネ）がある。
- Vens, Cerlogne, Chez Louitoz, Clavel, Fossaz Dessous, Fossaz Dessus, La Cure, Chaillod, Ravoise, Persod, Petit Sarriod, Grand Sarriod, Gerbore, Ferrère, Gratillon, Lyveroulaz, Évian